# Photonics and Nanostructures: Fundamentals and Applications
Photonics and Nanostructures: Fundamentals and Applications is een internationaal, aan collegiale toetsing onderworpen wetenschappelijk tijdschrift op het gebied van de natuurkunde.
Het wordt uitgegeven door Elsevier en verschijnt 4 keer per jaar.
Het eerste nummer verscheen in 2003.